# مايك كلاود
مايك كلاود (بالإنجليزية: Mike Cloud)‏ هو لاعب كرة قدم أمريكية أمريكي، ولد في 1 يوليو 1975 في تشارلستون في الولايات المتحدة.

## وصلات خارجية
- مايك كلاود على موقع مرجع كرة القدم المحترفة.كوم (الإنجليزية)